# Fanygalvan und Cahermackirilla

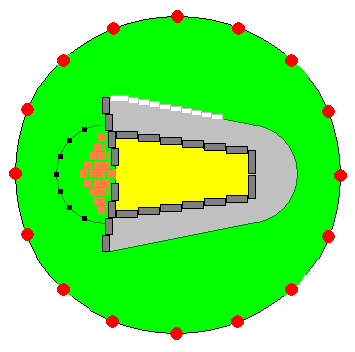
Prinzipskizze Wedge Tomb am Beispiel von Island

Fanygalvan und Cahermackirilla (irisch Fán Uí Ghealabháin und Cathair Mhic Iriala) sind zwei unmittelbar benachbarte archäologische Fundplätze südwestlich von Carran im Burren des County Clare in Irland. 
Eine rezente Feldsteinmauer, die nördlich des Wedge Tomb verläuft, ist die Grenze der Townlands, so dass einige Denkmäler in Fanygalvan townland, andere in Cahermackirilla townland liegen. Wedge Tombs (deutsch „Keilgräber“), früher auch „wedge-shaped gallery grave“ genannt, sind ganglose, mehrheitlich ungegliederte Megalithbauten der späten Jungsteinzeit und der frühen Bronzezeit.
Das Wedge Tomb auf dem Hügel bildet den Mittelpunkt des Komplexes von Denkmälern. In seiner Nähe gibt es eine Steinreihe, ein Boulder Burial, die Fundamente mehrerer Bienenkorbhütten und einige Steinhügel, einer davon mit einer Steinkiste, 

## Das Wedge Tomb
Das Wedge Tomb liegt im Townland Fanygalvan. Die sechs Meter lange Galerie öffnet nach Westen. Jede der Langseiten wird durch zwei Platten gebildet. Eine dieser Wandplatten ist auf der Nordseite etwa 45° nach innen geneigt. Sie wird innerhalb der Galerie durch einen Stein unterstützt. Der seitliche Einbruch hatte auch Folgen für die 10 t wiegende massive Deckplatte, die zerbrach und deren kleineres Teilstück nun auf dem Boden vor der Galerie liegt. Die massive Deckplatte hat die Anlage nicht völlig bedeckt, die eventuell später erweitert worden ist und eine weitere heute verlorene Deckenplatte besaß. Die Frontplatte (noch in situ), füllt nicht die ganze Breite der Galerie aus. Auf der südlichen Seite sind Reste einer doppelten Ummauerung erkennbar. Einige Meter westlich liegen die Reste eines zweiten Wedge tomb. Dessen Deckplatte (ungefähr 2,5 m × 1,0 m) liegt auf kleineren Platten.

## Steinkiste
Etwa 50 m östlich des Wedge Tomb liegt ein großer Kreis aus Steinen, der eine jüngere Einfriedung darstellen könnte. Seine Nähe zu den anderen Denkmälern verweist jedoch darauf, dass er zeitnah zu ihnen entstand. Etwas außerhalb seines Südrandes liegt ein kleiner Cairn, dessen abgetragene Oberhälfte den Blick auf eine Steinkiste freigibt. Sie ist nur 30 cm breit und wird seitlich durch zwei 1,5 m lange Kalksteinplatten gebildet. Der Steinhügel war ungefähr 1,5 m hoch und hat vier Meter Durchmesser. Die Kiste ist für die geringe Größe des Cairns relativ groß.

## Einfriedung und Boulder tomb
Etwa 400 m südlich und oberhalb einer drei Meter hohen Klippe gibt es eine beinahe rechteckige Einfriedung aus Trockenmauerwerk, die ungefähr 6 m × 4 m misst. An einer Seite bilden zwei große, runde Felsblöcke den Eingang. Außerhalb der gegenüberliegenden Wand gibt es einen Steinkreis in dessen Zentrum ein großer Boulder liegt, der eine kleine Aushöhlung zu bedecken scheint.

## Die Steinreihe
Unmittelbar nördlich des Wedge tomb, jedoch bereits im Cahermackirilla townland, steht eine Nordost-Südwest gerichtete Reihe aus drei Menhiren. Obwohl es im Burren Hinweise auf vorgeschichtliche Steinreihen gibt, ist diese erhaltene Reihe eine Seltenheit im County Clare. Der mittlere Stein, ist 1,6 m hoch. Der kleinste (vielleicht zerbrochene) Stein steht im Südwesten.

## Hüttenfundamente und Steinhügel
Etwa 100 m westlich liegt das Fundament einer Bienenkorbhütte von zehn Meter Durchmesser. Es gibt eine größere Einfriedung in der Nähe und weitere Hüttenkreise in der Nähe eines nahe gelegenen Cairns. Ein weiterer Steinhügel ist zwei Meter hoch und hat ungefähr zehn Meter Durchmesser. Eine Feldsteinmauer läuft an der südlichen Seite über seinen Fuß. Eine 30 cm hohe Erhebung ist alles, was von einem zweiten Steinhügel blieb.

## Dun (Cashel)
Anders als im übrigen Irland werden die Steinforts des Burren auch als Cashel (ansonsten Caher oder Dun) bezeichnet. Noch in Cahermackirilla liegt ein zerstörtes Cashel oder Steinfort, das einen der höchsten Punkte auf dem Berg besetzt. Die Mauern auf den West- und Nordseite ragen noch mehr als vier Meter auf. Die Süd- und Ostmauern sind durch Trockenmauerwerk ersetzt worden. Das Zentrum der runden Anlage liegt 1,5 m über der Umgebung. An der inneren Westwand liegen die Ruinen zweier Gebäude. Eine ihrer Wände steht noch bis in zwei Meter Höhe. Im Westen und Osten des Cashel sind viel kleinere Ruinen zu erkennen, die anzeigen, dass es um das Cashel, vermutlich in frühchristlicher Zeit, eine kleine Ansiedlung gab.